# Hrastje-Mota
Hrastje-Mota – wieś w Słowenii, w gminie Radenci. W 2018 roku liczyła 346 mieszkańców.